# Теодора (королева вестготов)
Теодора (Теудила; лат. Theodora или Theudila) — предположительно, королева вестготов (до 631) по браку со Свинтилой.

## Биография

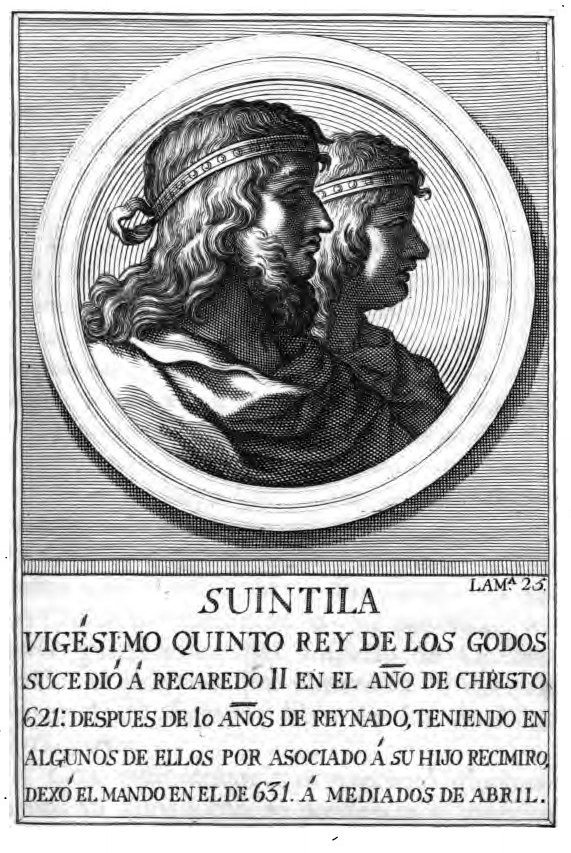
Свинтила и его сын Риккимир.
Книжная гравюра XVIII века

Сведения о Теодоре содержатся в одном из сочинений жившего в 1658—1734 годах испанского генеалога Луиса де Саласара. В работе над своими трудами этот автор использовал большое количество средневековых исторических источников, многие из которых позднее были утрачены. В написанной Л. де Саласаром в конце XVII века родословной знатной семьи Лара Теодора упоминалась как дочь правившего Вестготским государством в 612—621 годах короля Сисебута и неизвестной по имени женщины.
Предполагается, что супруга короля Сисебута принадлежала к одной из знатных вестготских семей. Среди её возможных близких родственников называют короля Реккареда I и герцога Рихилу, главного советника Сисебута. Согласно средневековым источникам, у Сисебута было два сына: Теудила и Реккаред II. Первый из них ещё при жизни отца стал клириком, а второй в феврале 621 года унаследовал королевский престол. Однако бывший ещё ребёнком Реккаред II правил очень непродолжительное время и скончался в марте того же или следующего года. Преемником Реккареда II стал Свинтила. В свою очередь тот под давлением вестготской знати 26 марта 631 года отрёкся от престола в пользу Сисенанда. Дата смерти Свинтилы неизвестна, но он был ещё жив в декабре 633 года, когда участвовал в Четвёртом Толедском соборе. По мнению Ю. Б. Циркина, Свинтила скончался уже при короле Хинтиле, то есть не ранее 636 года.
По данным Л. де Саласара, Свинтила женился на Теодоре, дочери короля Сисебута, в 630 году. В этом браке родились двое детей: сын Риккимир (или Рихимир) и дочь Лиубиготона. По другим данным, детьми Теодоры были младшие сыновья Свинтилы Сисенанд и Хиндасвинт, упоминающиеся в труде Родриго Хименеса де Рады «О делах Испании». О дате смерти Теодоры в труде Л. де Саласара ничего не сообщается.
Однако ни в одном дошедшем до нашего времени средневековом историческом источнике имени королевы Теодоры не упоминается. О том, что умерший в 631 году Риккимир был сыном и соправителем Свинтилы, сообщается Исидором Севильским в «Истории готов, вандалов и свевов», но имя его матери не называется. Лиубиготона упоминается в датированной 680 или 686 годом хартии, где она названа супругой правившего в 680—687 годах вестготами короля Эрвига. Кто были её родители, в документе не сообщается, хотя не исключается возможность, что она действительно могла быть дочерью Свинтилы. Не упоминаются в документах VII века и Сисенанд и Хиндасвинт, якобы, младшие сыновья Свинтилы. Это позволяет медиевистам сомневаться в достоверности сведений о Теодоре.